# Nuno Eugênio Lóssio e Seiblitz
Nuno Eugênio de Lóssio e Seiblitz (Recife, 1 de outubro de 1782 — Rio de Janeiro, 16 de janeiro de 1843) foi um sacerdote católico, magistrado e político brasileiro filiado ao Partido Liberal-Radical.

## Biografia
Mais novo de dez filhos e filhas de Jorge Eugênio de Lóssio e Seiblitz (Lisboa, 20 de dezembro de 1734 - Recife, 28 de outubro de 1811), cujo avô paterno era de ascendência austríaca, Marechal de Campo, que passou ao Brasil, e de sua mulher (Recife, 1768) Maria Felícia Egipciana Corrêa Viana (? - Recife, 1817).
Matriculado no curso de Leis da Faculdade de Leis da Universidade de Coimbra a 2 de outubro de 1801, onde se tornou Bacharel em Leis em 1806. Foi membro de um triunvirato (composto por ele, Mateus de Abreu Pereira e Miguel José de Oliveira Pinto) que governou São Paulo interinamente de 26 de agosto de 1813 até 8 de dezembro de 1814.
Foi ouvidor em São Paulo em 1821 e Juiz Desembargador. 
Foi deputado geral e Constituinte (Suplente), por Pernambuco, de 3 de maio de 1823 a 11 de novembro de 1823, presidente de província, e senador do Império do Brasil por Alagoas de 22 de junho de 1826 até à sua morte a 16 de janeiro de 1843.
Teve seis filhos e duas filhas de Ana Bárbara Correia de Araújo (Recife, c. 1786 - ?).